# قلعه دیسه
بقایای قلعه دیسه مربوط به دوره ساسانیان است و در شهرستان لارستان، بخش مرکزی، شهر لار، جنوب غرب منطقه بائن، زمینهای کشاورزی دیسه واقع شده و این اثر در تاریخ ۱۸ شهریور ۱۳۸۷ با شمارهٔ ثبت ۲۳۴۰۶ به‌عنوان یکی از آثار ملی ایران به ثبت رسیده است.